# Calsonic Kansei
Calsonic Kansei Corporation (カルソニックカンセイ株式会社?, Calsonic Kansei Kabushiki-gaisha) è stata una società giapponese che operava nel settore dei componenti per l'industria automobilistica. Il Gruppo è il risultato della fusione del 1999 tra Calsonic, specializzato in condizionatori e scambiatori di calore, e il produttore di strumenti di misura Kansei.
Nel gennaio 2005, Nissan ha aumentato la sua quota azionaria nel gruppo dal 27,6 al 41,7. A novembre 2016, Nissan ha confermato l'intenzione di vendere la sua quota al fondo d'investimento statunitense Kohlberg Kravis Roberts, il quale in seguito ha acquisito il resto della società a febbraio 2017, passata alla sua controllata CK Holdings Co., Ltd..
Nel 2019, le sue attività vengono integrate con quelle dell'italiana Magneti Marelli, che la CK Holdings aveva rilevato da Fiat Chrysler Automobiles per 6,2 miliardi di euro, per dare vita alla Marelli Holdings.
Calsonic Kansei aveva 58 impianti produttivi sparsi tra Stati Uniti, Polonia, Corea del Sud, Messico, Romania, Thailandia, Regno Unito, Sudafrica, India, Italia, Spagna, Cina, Francia e Malaysia.

## Settori e prodotti

### Cruscotti ed interni
- Pannelli strumentazione
- Regolazione aria condizionata
- Strumenti
- Comandi

### Sistemi di climatizzazione
- Climatizzatori
- Condensatori
- Compressori

### Compressori
- Compressori a cilindrata variabile
- Compressori rotativi

### Scambiatori di calore
- Radiatori
- Condensatori
- Ventole motore
- Sistemi di raffreddamento olio
- Evaporatori

### Componenti elettronici
- Elettronica di bordo
  - Moduli di controllo
  - Navigatori
  - Centraline Airbag
  - Sistemi di rilevamento occupanti
  - Accessi senza chiave
- Componenti di interfaccia uomo-macchina
- Elettronica di potenza

### Sistemi di scarico
- Catalizzatori
- Silenziatori
- Sistemi di controllo emissioni

## Sponsorizzazioni
Il 9 marzo 2016 Calsonic ha siglato una partnership pluriennale con la scuderia di Formula Uno McLaren.
Dal 2007, Calsonic è fornitore ufficiale della Scuderia Toro Rosso per i radiatori.